# Свети Антун Падовански
Свети Антун Падовански (име по рођењу порт. Fernando Martins de Bulhões; Лисабон, 15. август 1195 — Падова, 13. јун 1231) био је португалски католички свештеник и фратар фрањевачког реда. Иако је умро у Падови, у Италији, Антун је рођен и одрастао у богатој породици у Лисабону. Због свог утицајног проповедања и експертског познавања литература које је било запажено од стране његових савременика, био је други најбрже канонизован светац (после Св. Петра од Вероне). Сматра се за свеца који помаже да се нађу изгубљени људи и ствари.

## Име
Свети Антун Падовански се родио 15. августа 1195. године у Лисабону, главном граду Португала. Име дато на крштењу му је било Фернандо Мартинс де Булоес (Fernando Martins de Bulhões) или Фернандо Мартим де Булоес е Тавеира Азеведо (Fernando Martim de Bulhões e Taveira Azevedo), зависно од извора. Када се замонашио, ступивши у ред св. Фрање, добио је име Антун, а с обзиром на то да је умро у италијанском граду Падови, где се и данас налазе његови остаци, добио је назив Падовански. У родном Португалу, поштује се као Свети Антонио од Лисабона.

## Биографија
Његови родитељи, отац Мартин и мајка Марија, били су племићког порекла, но како су били прави богобојазни хришћани, више су ценили духовне врлине него племство. Антун је одрастао и био васпитаван у таквој средини. Већ у петнаестој години, одлучио је посветити свој живот Богу, па је ступио у манастир Августинаца крај Лисабона. Будући да због честих посета родбине није могао наћи прави мир, на његову молбу је премештен у Коимбру, у манастир св. Крижа истих редовника. Након осам година свога боравка у Коимбри, са 23 године, постао је свештеник.
Када је имао 25 година, угледао је остатке покојних мученика Фрањеваца, који су погинули почетком године 1220. мученичком смрћу у Мароку. То га је навело да постане редовник св. Фрање и да пролије мученичку крв за своју веру. Исте године ступу у манастир Мање браће у околини, а из поштовања према св. Антуну пустињаку, коме је била посвећена тамошња капелица, узео себи име Антун. У децембру 1220. је бродом отишао к Маурима у Африку, како би њима проповедао веру, али се ускоро јако разболева, па се морао вратити назад у своју земљу. Међутим, након четири месеца путовања, стигао је до Италије, на сицилијанску обалу. Ту је и остао и проповедао науку све до краја живота.
У оно време, ширила су се манихејска празноверја, под разним именима Валденза, Албигенза, Патарена, Катара. Свети Антун је Јеванђеље проповедао кроз разне Божје знакове и ретка чуда. Подручје деловања овог свеца су биле широм северне Италије и јужне Француске.
Умире 13. јуна 1231. у Падови, у својој 36. години. Сахрањен је на његову жељу у падованској цркви свете Марије Веће. Већ у мају 1232. године, папа Гргур IX га је уврстио у свеце. Црква посвећена њему у Падови је одмах почела са изградњом, а завршена је тек 1263. године. Тада су и постављене његове мошти тамо, а на задивљење многих, када су их стављали, цело тело је иструлело, само је језик и желудац остао неиструњен, како је и остало и до данас.

## Галерија
- Свети Антун Падовански у уметности
- Рани рад Рафаела, 1503, налази се у Dulwich Picture Gallery, Лондон, УК
- Мали Исус са Св. Антуном Падованским, Елизабета Сирани, 1656, Болоња, Италија
- Антун Падовански у Тјеренбаховој катедрали, Алзас, Француска.
- Св. Антун са малим Исусом, Корушка, Аустрија.
- Св. Антун чита, дело Марка Антониа Басетија
- Триптих Светог Антуна, дело Амброзијуса Бенсона
- Свети Антун Падовански са малим Исусом, Гверчиново дело, 1656, Болоња, Италија
- Визија Светог Антуна, дело Алонса Кана